# Кхеш
Кхеш (ингуш. Кхеш) — ингушское национальное блюдо, густой суп из фасоли с добавлением молока, мяса, овощей, чабреца и специй. Кхеш готовился непременно с добавлением чабреца и на углях. Блюдо является традиционным для ингушей с XVII века, когда фасоль широко проникла на Кавказ.

## История
Изначально кхеш готовился в специальном глиняном горшке в камине на углях, что придавало ему особый аромат, но со временем стал готовиться в печи, а в современное время на плите. В блюдо добавлялось мясо исключительно говядины, предварительно обжаренной тонкими полосками, или кубиками.

## Приготовление
Фасоль заранее отмачивают. Отдельно обжаривают на сливочном масле тонко нарезанные мясо говядины, морковь, лук, стручковый перец. Все это добавляют к отваренной фасоли с картофелем. Доводят суп до готовности и заливают молоком, приправляют острым перцем, солью и чабрецом. Как правило суп должен быть средней густоты, до которой он доводится длительным томлением. К Кхеш подавали божильг или ольг. Ныне ингуши подают к Кхеш ещё и лаваш.

## Разновидности
Кхеш делится на несколько видов :
- Традиционный по старинному рецепту.
- С добавлением томатов.
- Без добавления мяса.